# 존 워녹

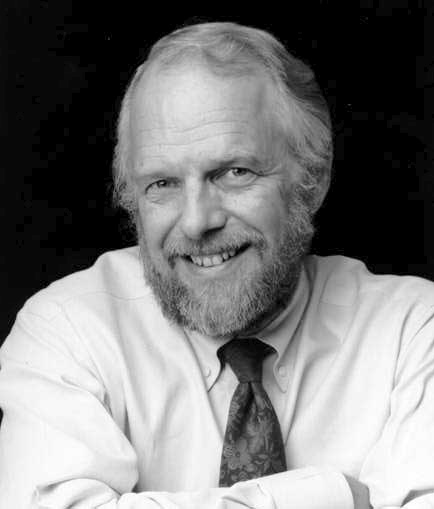
2008년의 존 E. 워녹

존 에드워드 워녹(영어: John Edward Warnock, 1940년 10월 6일~2023년 8월 19일)은 미국의 컴퓨터 과학자로, 그래픽 및 출판 소프트웨어 기업 어도비 시스템즈의 공동 설립자이다. 1982년 12월 워녹은 찰스 게슈케(Charles Geschke, 1939–2021)와 더불어 어도비 시스템즈를 설립하였다. 워녹은 그의 첫 임기 2년 동안 어도비의 사장이었으며 나머지 16년 동안은 의장이자 CEO를 역임하였다. 워녹은 2001년 CEO 자리에서 물러났으나 2017년까지 게스케와 더불어 이사회 공동 의장으로 남았다. 워녹은 그래픽스, 출판, 웹, 전자 문서 기술의 개발을 주도해왔으며 이로 말미암아 출판, 시각 소통 분야에 큰 변혁을 일으켰다.

## 일대기
워녹은 미국 유타주의 솔트레이크시티에서 태어났으며 이후에는 샌프란시스코 베이 에어리어에 살았다. 그는 결혼하여 3명의 자녀가 있다. 워녹은 수학, 철학 전공으로 학사 학위를, 수학 전공으로 이학 석사 학위를, 전기공학(컴퓨터 과학) 전공으로 박사 학위를 받았다. 유타 대학교로부터는 과학 분야에서 명예 학위를 받았다.

## 인식
수많은 과학 기술상을 받은 워녹은 1989년에 ACM으로부터 소프트웨어 시스템즈 상을 받았다. 1995년에 워녹은 유타 대학교의 출중한 졸업생(Distinguished Alumnus) 상을 받았고 1999년에 ACM의 일원으로 들어갔다.

## 같이 보기
- 어도비 시스템즈